# 臺灣總督府稅關
臺灣總督府稅關為臺灣日治時期負責港口貨物進出口關稅、物品檢查的單位，在全台各地設有多處稅關支署、出張所及監視署。在日治初期，延續了清治時期的四處開放港口並設置稅關，關稅制度亦依舊慣，在1911年改採和日本內地相同的關稅制度。1909年，在淡水街設置了掌管全台關稅事務的臺灣總督府稅關，其在1916年遷至大稻埕；之後隨基隆港發展，在1921年轉移至基隆市，並在1934年分別設立基隆、高雄稅關。
臺灣總督府稅關於1943年被併入臺灣總督府港務局，在二戰後由海關總稅務司署接收，為現在財政部關務署基隆關、財政部關務署高雄關的前身。

## 稅關、支署、出張所

### 基隆、淡水、安平、打狗稅關(1895-1909)

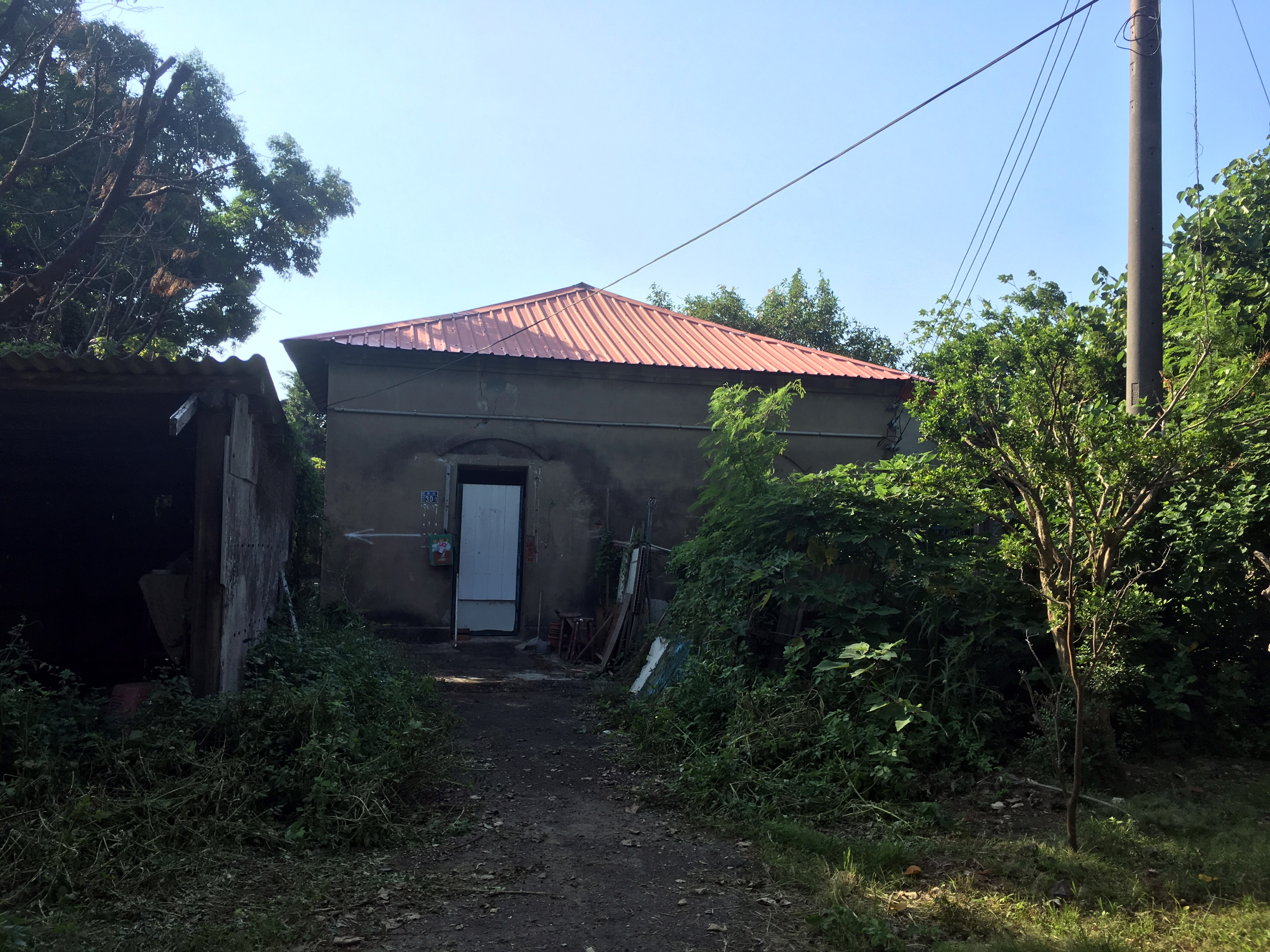
淡水稅關舊港出張所

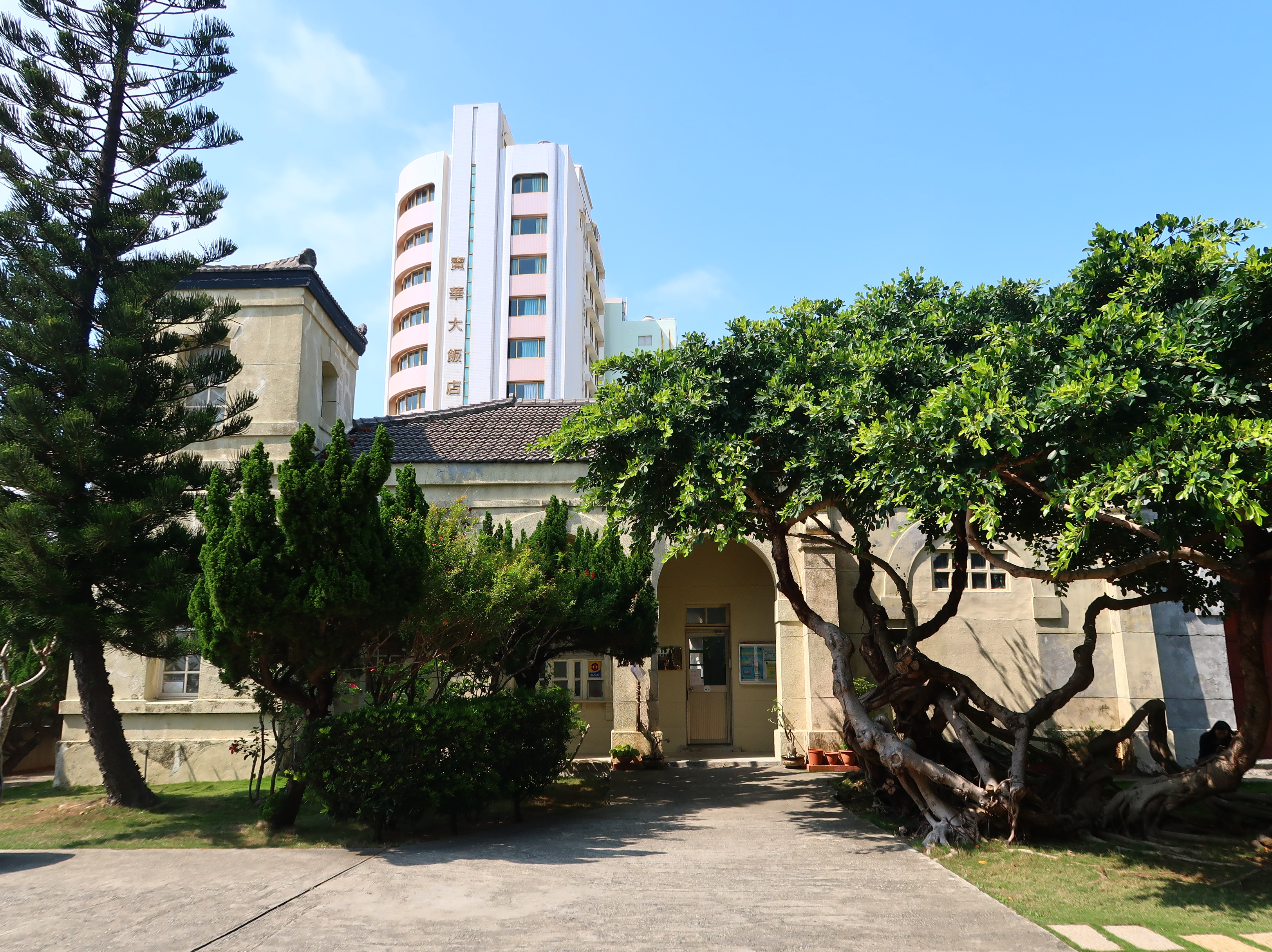
安平稅關媽宮支署(1906年落成)

臺灣因馬關條約而割讓給日本，日人於1895年5月底自澳底登陸臺灣後，臺灣總督府民政局財政部關稅課課長野村才二在1895年6月10日，從清廷交接了淡水關、基隆關，正式開始稅關業務，比6月17日的始政紀念日還早了一星期。台灣南部則因乙未戰爭，至同年10月28日、29日，分別在安平、打狗開始稅關業務，並由設在淡水的民政局財政部關稅課負責統籌全台的關稅事務。1896年4月1日，「臺灣總督府稅關官制」公布，正式設立淡水、基隆、安平、台南、打狗等五所稅關，然而台南稅關在同年12月25日即裁撤。
除上述四處稅關，在1896年8月1日，還設置蘇澳、舊港、後壠、梧棲、鹿港、東港、媽宮、東石港出張所。這些出張所所在港口為專供對岸戎克船交易的「特別輸出入港」，日治初期原只開放台灣四處港口供各國貿易通商，對岸的戎克船亦只限在此報關納稅，但此政策與台灣原有的航運習慣不同，且台灣中部商民深感不便，於是陸續上書總督府請求開放其他港口。在1897年1月，將蘇澳、舊港、後壠、梧棲、鹿港、東石港(原規劃在布袋，但此處商業活動受乙未戰爭影響而衰退)、東港、媽宮等8港口定為「特別輸出入港」。1899年3月，撤銷蘇澳港，並新增下湖口為特別輸出入港；蘇澳出張所隨之裁撤，同年12月新設下湖口（之後改稱北港溪）出張所。

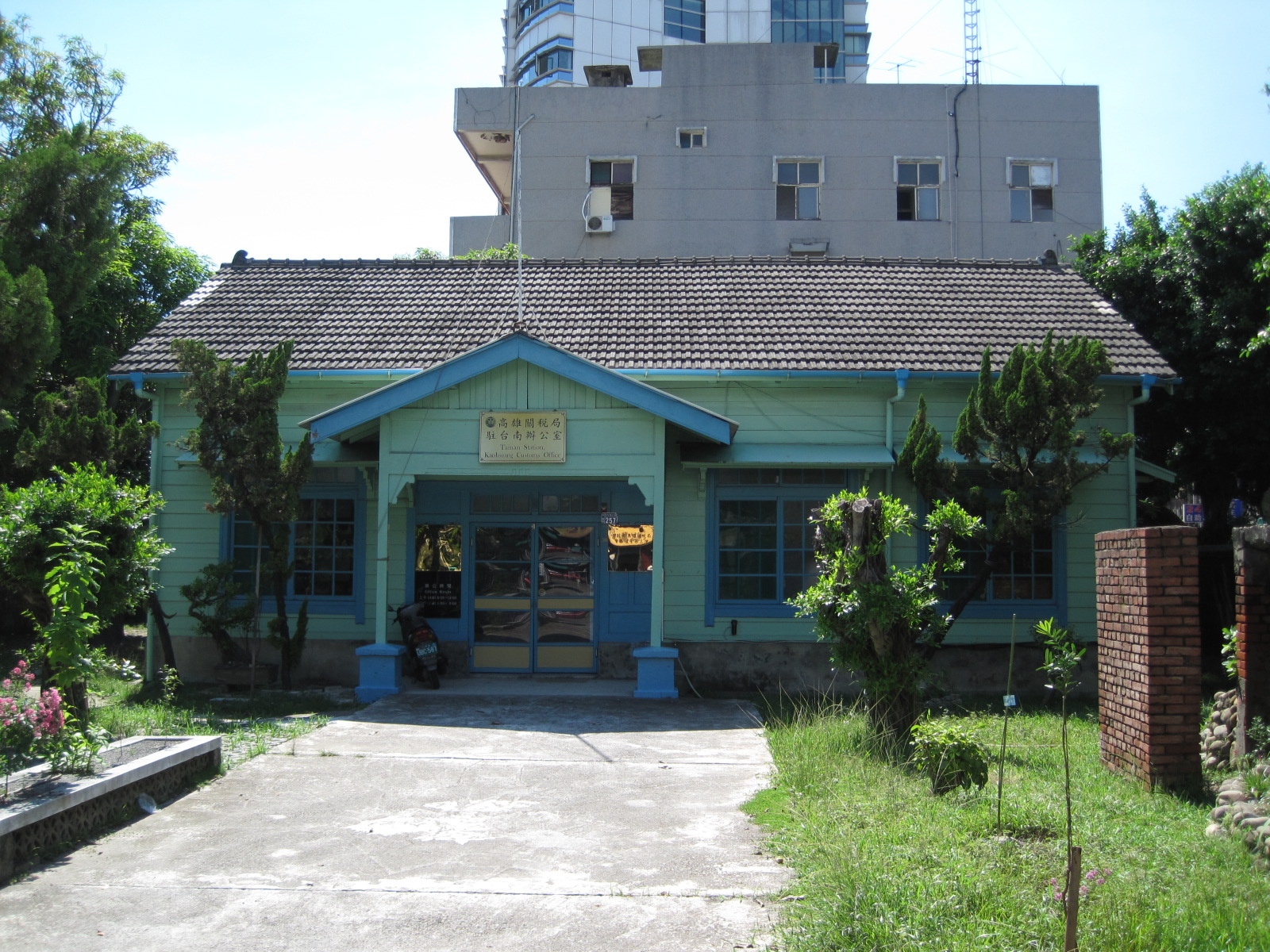
稅關安平支署

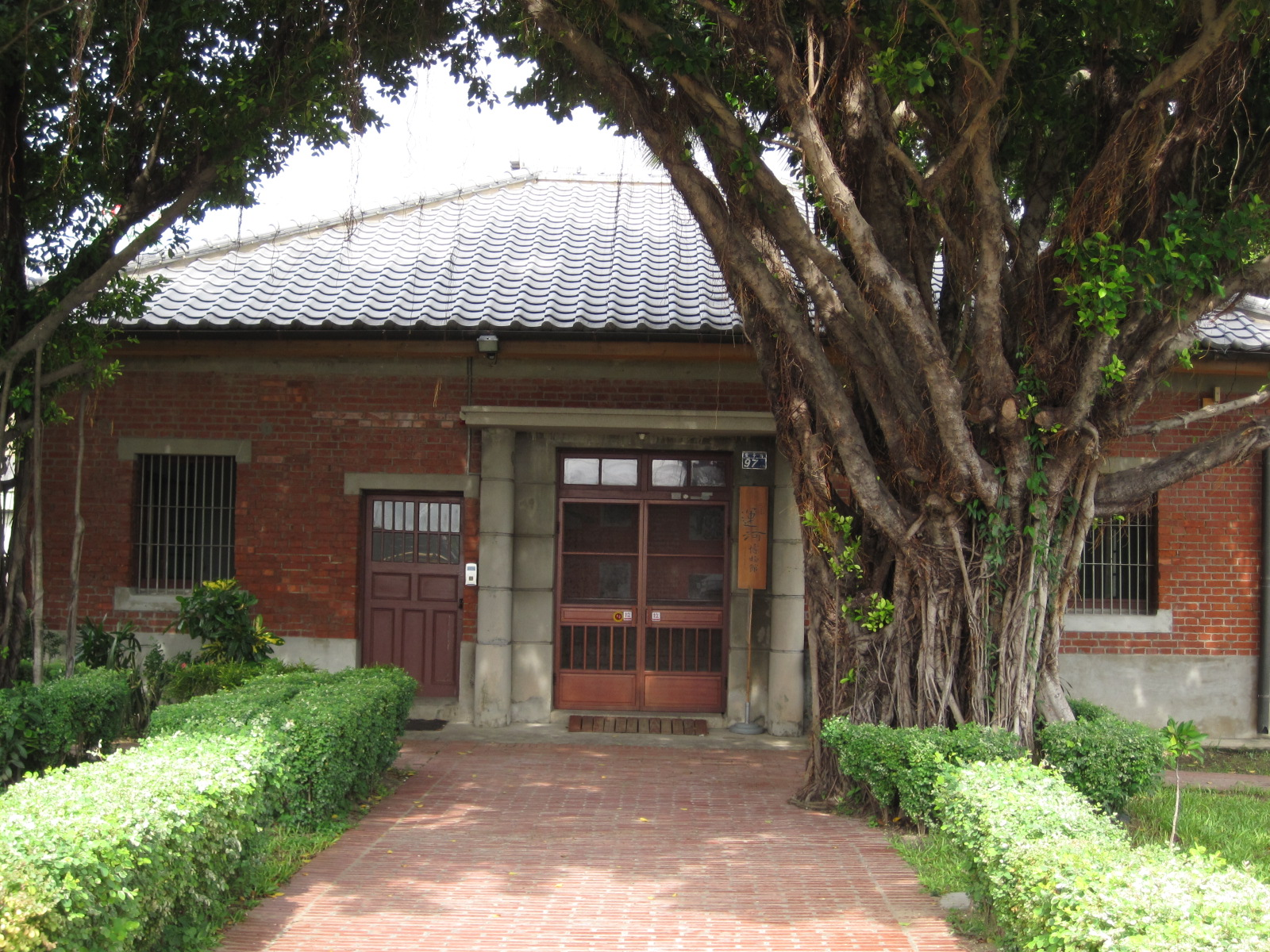
稅關安平支署安平船溜出張所(臺南運河博物館)

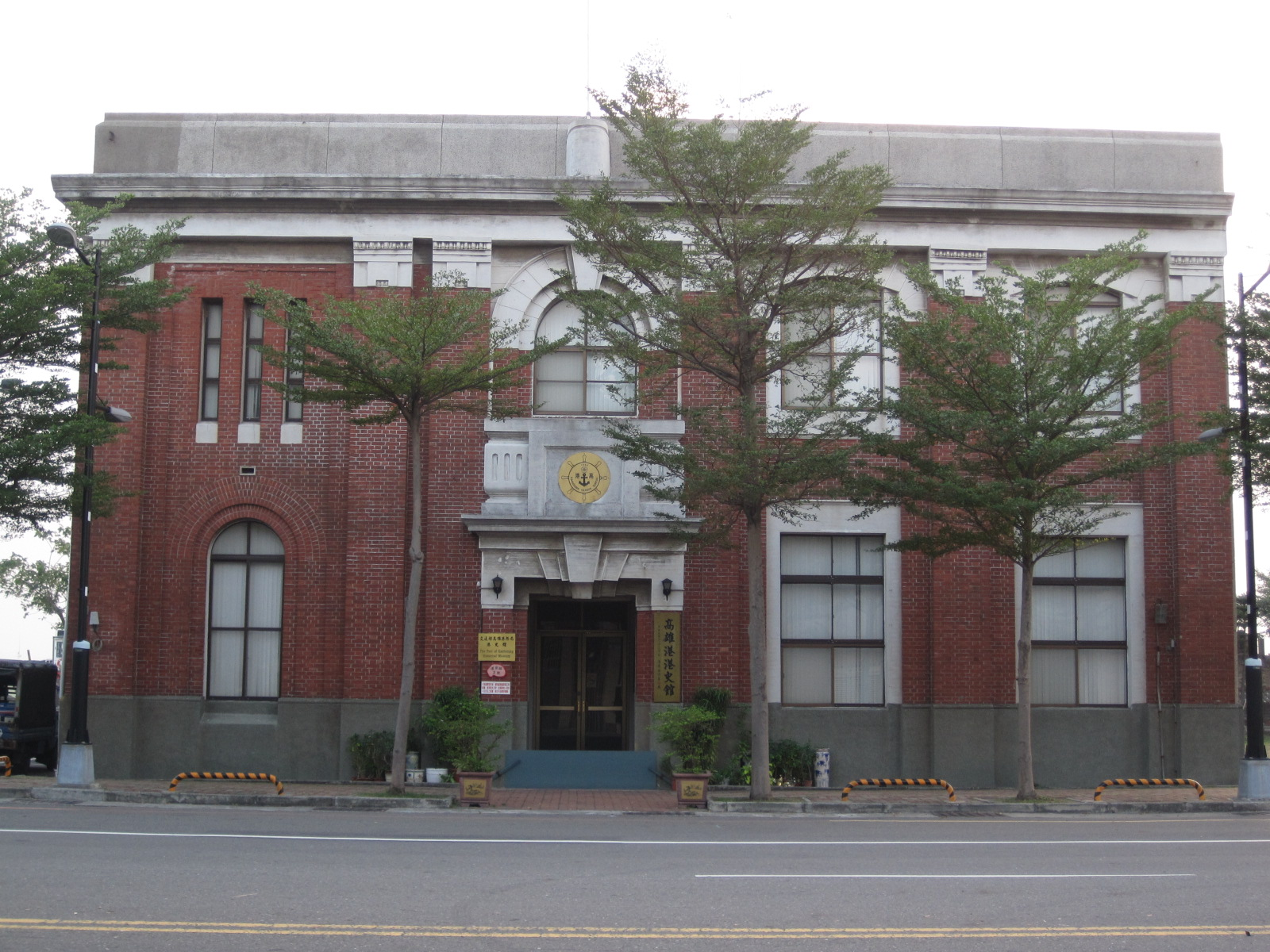
稅關打狗支署

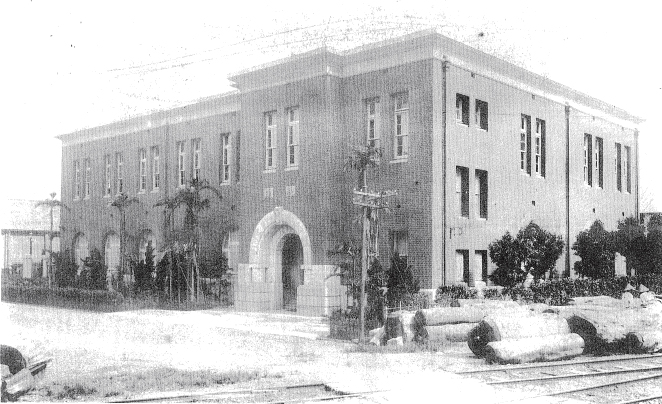
臺灣總督府稅關臺北出張所(1928年落成)

1901年4月，四處稅關縮編為淡水、安平兩處稅關，將基隆、打狗稅關及其他出張所改為稅關支署。1906年，設立淡水稅關大稻埕出張所。1907年5月，特別輸出入港撤銷下湖口，北港溪稅關支署隨之裁撤，原管轄區域由東石港稅關支署負責。

### 稅關統一(1909-1934)
1909年5月13日，淡水稅關改為「臺灣總督府稅關」，作為統籌台灣各地的稅關的機關，並將安平稅關改為稅關支署。1913年8月6日，塗葛崛因大肚溪氾濫造成聚落流失，塗葛崛支署改為「梧棲支署」。1916年10月，總督府稅關從淡水移到台北市大稻埕，淡水改為分關。1917年7月，設立大稻埕驛、臺北驛、安平支署台南出張所（位於北門町）。1917年11月，撤銷東港為特別輸出入港，東港稅關支署改為「東港稅關監視署」。
1920年10月，因定地方制度改正，後壠改稱後龍、東石港改稱東石、打狗改稱高雄、媽宮改稱馬公。之後，因基隆港發展，臺灣總督府稅關在1921年8月遷至基隆市，在淡水則改為稅關淡水支署，亦代表基隆港取代了淡水港，成為主導台灣北部貿易的重要港口。1922年4月，大稻埕驛、臺北驛出張所合併為台北出張所，而台北出張所的廳舍位在泉町一丁目7番地，於1927年6月動工，1928年2月竣工（原址在玉泉公園北側）。1929年5月，台北出張所改為台北支署。
在地方的港口則因戎客船貿易衰退，加上台灣南北交通及新港口的建設，舊港、梧棲特別輸出入港在1932年12月關閉，舊港、梧棲支署亦隨之裁撤，前者管轄區域由後龍支署負責，後者由鹿港支署負責。

### 分設基隆、高雄稅關(1934-1943)

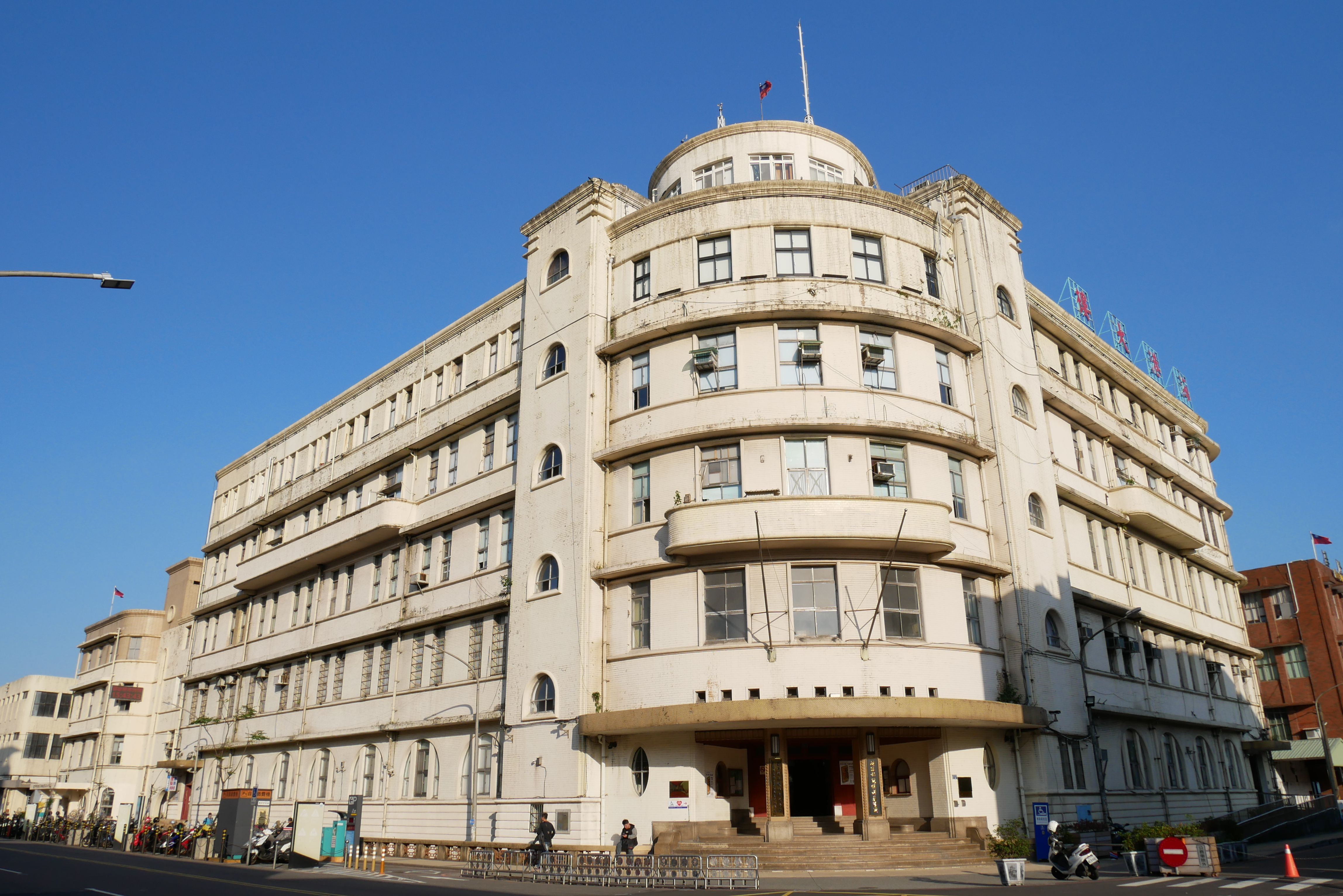
基隆港合同廳舍(1934年落成)

高雄稅關廳舍(1936年落成)

1934年7月1日，臺灣總督府稅關改為以濁水溪為界分別設立基隆、高雄稅關。在二戰末期的1943年，由於對外貿易額縮減，總督府因此將各單位縮編，統合稅關、州港務部、交通局海事出張所、築港出張所、港埠事務所等港灣相關單位，合併為「臺灣總督府港務局」；原基隆、高雄稅關則改為臺灣總督府港務局下的「基隆港務局」、「高雄港務局」的稅關部，設有稅關課、監視課、鑑查課，並持續到終戰。此時期的稅關、支署及監視署如下：
- 基隆稅關（位於基隆合同廳舍、基隆市明治町一丁目）
  - 稅關支署：台北、淡水、後龍、鹿港（1942年裁撤）
  - 稅關監視署：蘇澳、澳底（1941年裁撤）[12]、金山、野柳（1942年裁撤）、許厝港、舊港、中港（1941年裁撤）、大安（1941年裁撤）、梧棲、沙山（1941年裁撤）、花蓮港（1939年改為支署）[13]
- 高雄稅關（位於高雄稅關廳舍、高雄市新濱町）
  - 稅關支署：東石（1942年裁撤）、安平、馬公（1936年改為監視署）
  - 稅關監視署：海口（1941年裁撤）、布袋、北門、七股（1941年裁撤）、灣裡（1941年裁撤）、東港、車城、台東、漁翁島（1941年裁撤）

### 戰後
二戰後，台灣的海關由海關總稅務司署派員接收，分別設置台北（位於基隆港）、台南關稅務司公署（位於高雄港）。

## 稅關監視署
除了稅關外，在不開放通商的港口則是設置「稅關監視署」，執行監視、巡查、防止走私偷渡等任務。於1899年12月首先在大安港、番挖(1920年改稱沙山)設置監視署。1900年3月增設大稻埕、大安港監視署；同年年4月增設八罩島、漁翁島監視署。
之後，因台灣與對岸的戎克船走私仍頻，在1902年10月增加至17處稅關監視署，新增了東港(宜蘭)、金包里、許厝港、中港、通霄、五條港(1920年改稱海口)、布袋嘴、國聖港(1920年改稱七股)、灣裡港、大林蒲、枋寮、車城監視署，裁撤梧棲監視署；並在1905年8月新增舊社(1920年改稱社里，1924年移到田寮洋字挖子)、香山、苑裡、北門嶼、赤崁、大板埒、卑南(1919年改稱台東)監視署。1907年6月，新增蘇澳、下湖口(1920年改稱口湖)、花蓮港稅關監視署，將赤崁稅關監視署移至桃仔園，裁撤大稻埕稅關監視署。1917年12月，因東港被撤銷特別輸出入港，東港稅關支署改為「東港稅關監視署」；位於宜蘭的東港稅關監視署則移至頂清水庄，改稱「清水稅關監視署」，而大林埔稅關監視署亦在同時往北遷，改為「紅毛港稅關監視署」。1919年，卑南稅關監視署改為「台東稅關監視署」，此時有27處稅關監視署，數量在此時期達到高峰。
1920年10月，多處稅關監視署配合地名改正而改名，而後開始計畫減少監視署的數量。1923年2月，裁撤香山、苑裡、七股、桃子園、紅毛港、八罩島稅關監視署；於1924年12月，則只保留了蘇澳、社里、金山、布袋、北門、灣裡、東港、車城、漁翁島等9處稅關監視署。1925年7月，社里稅關監視署改為澳底稅關監視署。
然而，在稅關監視署縮編後，走私查獲件數又大量增加，於是1930年8月恢復之前被裁撤的稅關監視署，增設許厝港、中港、大安、沙山、海口、七股、花蓮港、台東稅關監視署。1932年12月，因舊港、梧棲被取消特別輸出入港，舊港、梧棲支署裁撤而改為監視署。
1936年6月，馬公支署改為馬公監視署。1938年3月，新設野柳監視署。1939年9月，花蓮監視署改為花蓮支署，此時有20所稅關監視署。1941年，裁撤澳底、中港大安、沙山、海口、七股、灣裡、漁翁島監視署。1942年11月，裁撤野柳監視署、新設鹿港、東石監視署，此時有13所稅關監視署。港務局制度在1943年實施後，所有的稅關監視署皆廢除，改設港務局出張所、港務支局出張所以負責原本的關稅警察任務。

## 歷任首長

### 基隆稅關長
| 任次 | 肖像 | 姓名 (生–卒)           | 在任時間      | 在任時間      | 備註 |
| ---- | ---- | ---------------------- | ------------- | ------------- | ---- |
| 1    |      | 野村才二 (？–？)       | 1896年4月1日  | 1899年1月11日 |      |
| 2    |      | 中村純九郎 (1853–1947) | 1899年1月11日 | 1901年4月11日 |      |

### 淡水稅關長
| 任次 | 肖像 | 姓名 (生–卒)           | 在任時間      | 在任時間      | 備註                                       |
| ---- | ---- | ---------------------- | ------------- | ------------- | ------------------------------------------ |
| 1    |      | 野村才二 (？–？)       | 1896年4月1日  | 1899年1月11日 |                                            |
| 2    |      | 中村純九郎 (1853–1947) | 1899年1月11日 | 1901年4月11日 |                                            |
| 3    |      | 宮尾舜治 (1868–1937)   | 1901年4月11日 | 1906年4月14日 | 1901年11月11日起兼任民政部財務局稅務課長。 |
| 4    |      | 岩政憲三 (？–？)       | 1906年4月14日 | 1909年5月13日 |                                            |

#### 附註
1. ↑  改任稅關長。

### 安平稅關長
| 任次 | 肖像 | 姓名 (生–卒)           | 在任時間      | 在任時間      | 備註                                       |
| ---- | ---- | ---------------------- | ------------- | ------------- | ------------------------------------------ |
| 1    |      | 渡邊豐 (？–？)         | 1896年4月1日  | 1897年8月13日 |                                            |
| 2    |      | 平川武柄 (？–？)       | 1897年8月13日 | 1899年6月30日 |                                            |
| 代理 |      | 中村純九郎 (1853–1947) | 1899年6月30日 | 1900年8月21日 |                                            |
| 3    |      | 宮尾舜治 (1868–1937)   | 1900年8月21日 | 1906年4月14日 | 1901年11月11日起兼任民政部財務局稅務課長。 |
| 4    |      | 岩政憲三 (？–？)       | 1906年4月14日 | 1909年5月13日 |                                            |

#### 附註
1. ↑  改任稅關長。

### 打狗稅關長
| 任次 | 肖像 | 姓名 (生–卒)           | 在任時間      | 在任時間      | 備註 |
| ---- | ---- | ---------------------- | ------------- | ------------- | ---- |
| 1    |      | 渡邊豐 (？–？)         | 1896年4月1日  | 1897年8月13日 |      |
| 2    |      | 平川武柄 (？–？)       | 1897年8月13日 | 1899年6月30日 |      |
| 代理 |      | 中村純九郎 (1853–1947) | 1899年6月30日 | 1900年8月21日 |      |
| 3    |      | 宮尾舜治 (1868–1937)   | 1900年8月21日 | 1901年4月11日 |      |

### 稅關長
| 任次 | 肖像 | 姓名 (生–卒)         | 在任時間       | 在任時間       | 備註 |
| ---- | ---- | -------------------- | -------------- | -------------- | ---- |
| 1    |      | 岩政憲三 (？–？)     | 1909年5月13日  | 1915年10月16日 |      |
| 2    |      | 原鶴次郎 (？–？)     | 1915年10月16日 | 1922年5月15日  |      |
| 3    |      | 立川連 (1877–？)     | 1922年5月15日  | 1923年8月13日  |      |
| 4    |      | 木村英俊 (1872–1940) | 1923年8月13日  | 1924年12月25日 |      |
| 5    |      | 伊藤兼吉 (？–？)     | 1924年12月25日 | 1927年7月27日  |      |
| 6    |      | 大竹勇 (1882–1950)   | 1927年7月27日  | 1929年9月13日  |      |
| 7    |      | 西澤義徵 (1888–？)   | 1929年9月13日  | 1932年3月15日  |      |
| 8    |      | 增田秀吉 (1887–？)   | 1932年3月15日  | 1934年7月1日   |      |

#### 附註
1. ↑  原淡水稅關長兼安平稅關長。
2. ↑  原臺中州知事。
3. ↑  改任高雄州知事。
4. ↑  原臺南州內務部長。
5. ↑  改任澎湖廳長。
6. ↑  改任臺北州臺北市尹。
7. ↑  原殖產局農務課長。
8. ↑  改任基隆稅關長。

### 基隆稅關長
| 任次 | 肖像 | 姓名 (生–卒)         | 在任時間       | 在任時間       | 備註 |
| ---- | ---- | -------------------- | -------------- | -------------- | ---- |
| 1    |      | 增田秀吉 (1887–？)   | 1934年7月1日   | 1935年9月2日   |      |
| 2    |      | 川副龍雄 (1887–？)   | 1935年9月2日   | 1936年10月20日 |      |
| 3    |      | 小林長彥 (？–？)     | 1936年10月20日 | 1940年4月17日  |      |
| 4    |      | 本多保太郎 (1898–？) | 1940年4月17日  | 1941年1月31日  |      |
| 5    |      | 高橋尚秀 (1893–？)   | 1941年1月31日  | 1943年1月28日  |      |
| 6    |      | 山木毅一郎 (？–？)   | 1943年1月28日  | 1943年12月1日  |      |

#### 附註
1. ↑  原稅關長。
2. ↑  改任新竹州知事。
3. ↑  原高雄稅關長。
4. ↑  改任殖產局商工課長。

### 高雄稅關長
| 任次 | 肖像 | 姓名 (生–卒)         | 在任時間       | 在任時間       | 備註 |
| ---- | ---- | -------------------- | -------------- | -------------- | ---- |
| 1    |      | 川副龍雄 (1887–？)   | 1934年7月1日   | 1935年9月2日   |      |
| 2    |      | 中田榮次郎 (1891–？) | 1935年9月2日   | 1936年10月20日 |      |
| 3    |      | 坂口主稅 (1899–1981) | 1936年10月20日 | 1939年5月19日  |      |
| 4    |      | 富田嘉明 (1899–？)   | 1939年5月19日  | 1940年7月30日  |      |
| 5    |      | 土居美水 (？–？)     | 1940年7月30日  | 1941年6月6日   |      |
| 6    |      | 劉明朝 (1895–1985)   | 1941年6月6日   | 1942年8月7日   |      |
| 7    |      | 二宮力 (？–？)       | 1942年8月7日   | 1943年12月1日  |      |

#### 附註
1. ↑  原交通局總務課長兼鐵道部自動車課長。
2. ↑  改任基隆稅關長。
3. ↑  原總督官房會計課長。
4. ↑  原警務局保安課長。
5. ↑  改任臺中州內務部長。
6. ↑  原基隆稅關監視部長。
7. ↑  改任遞信部庶務課長。
8. ↑  原花蓮港廳庶務課長。
9. ↑  改任內務局地方課兼外事部第二課事務官。
10. ↑  改任殖產局山林課長。
11. ↑  原高雄稅關監視部長。
12. ↑  改任交通局總務課長兼鐵道部總務課長。